# San Juan Ermita
San Juan Ermita est une ville du Guatemala dans le département de Chiquimula.
Chaque année, le 20 décembre, est célébrée une fête de la cité en l'honneur de son saint patron, Saint-Jean-Baptiste.